# Cyphon variabilis
Cyphon variabilis là một loài bọ cánh cứng trong họ Scirtidae. Loài này được Thunberg miêu tả khoa học năm 1785.

## Hình ảnh

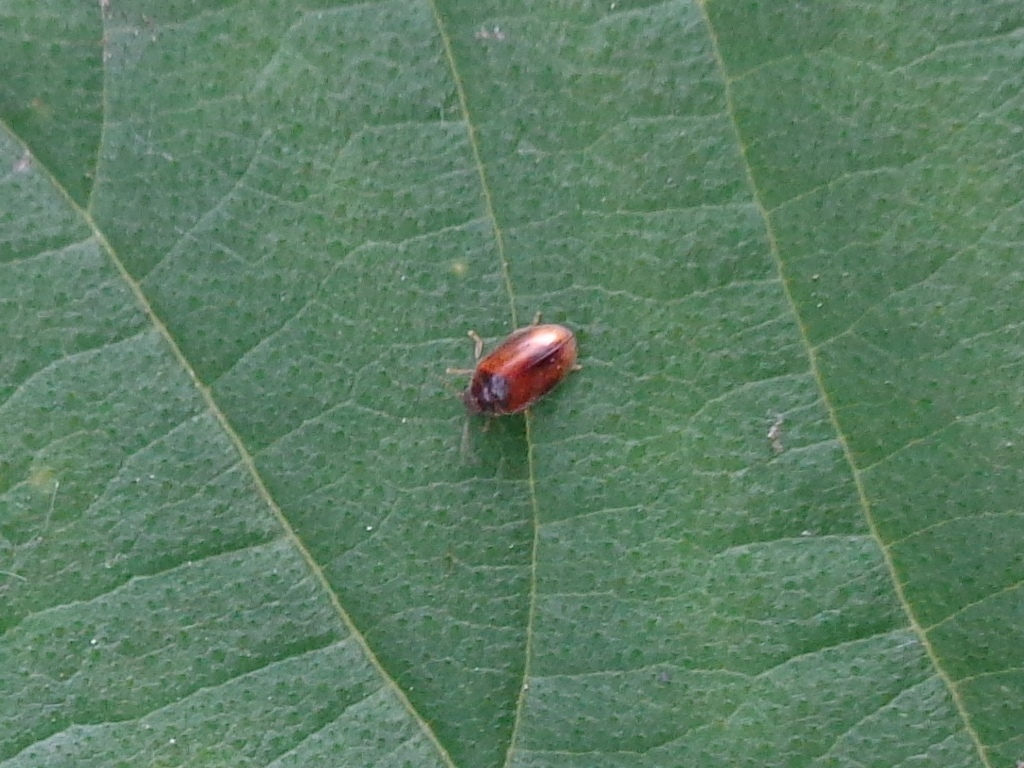